# Hans Apel
Hans Eberhard Apel (Hamburgo, 25 de febrero de 1932 - Hamburgo, 6 de septiembre de 2011) fue un político alemán miembro del SPD. De 1972 a 1974 fue Secretario de Estado del Ministro Federal de Asuntos Exteriores. De 1974 a 1978 ocupó la cartera de Ministro de Finanzas y de 1978 a 1982 fue Ministro de Defensa.

## Biografía
Después de completar sus estudios de Abitur en 1954 en Hamburgo, Apel hizo de aprendiz de una empresa de importación y exportación. Después de completar su aprendizaje, Apel fue a la Universidad donde estudió economía. En 1960, consiguió el doctorado en Ciencias Políticas. 
Apel se unió al SPD en 1955. De 1958 a 1961, fue secretario del Grupo Socialista del Parlamento Europeo. En 1962, Apel fue funcionario del Parlamento Europeo, donde trabajó en el Departamento de Economía, Finanzas y Transporte. 
A nivel nacional, de 1970 a 1988 fue miembro de la Ejecutiva Nacional (Bundesvorstand) del SPD, y desde 1986 a 1988 también fue miembro del Comité Ejecutivo (Präsidium).
De 1965 a 1990, Apel también fue miembro del Bundestag, representando a Hamburgo. En 1969, fue vicepresidente del grupo parlamentario del SPD y de nuevo en 1983, después de las nuevas elecciones, hasta 1988.

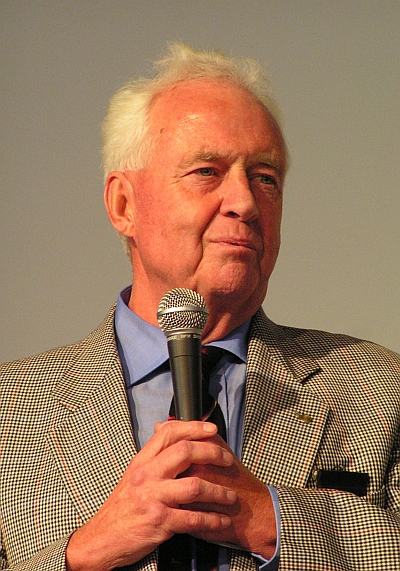
Apel en 2005

En 1972, Apel fue Secretario de Estado del Parlamento para Cuestiones Europeas en la Oficina de Exteriores Alemana. En 1974, ocupó la cartera del Ministerio de Finanzas en el gobierno de Helmut Schmidt. Después de que el Gabinete fuera reorganizado en 1978, ocupó la cartera del Ministerio de Defensa.
Dejó el gobierno el 1 de octubre de 1982, tras la toma de posesión de Helmut Kohl. En 1985, Apel fue el cabeza de lista del SPD en las elecciones estatales de Berlín Occidental, aunque perdería ante el candidato democristiano Eberhard Diepgen.
En 1993, también impartió clases como profesor honorario de Economía en la Universidad de Rostock.